# Vassili Raev
Vassili Raev (en russe : Василий Егорович Раев) est un peintre russe, né 1808 dans le gouvernement de Pskov, et mort à Moscou le 29 mars 1871.
Vassili Raev provient d'une famille de paysans serfs, mais est affranchi en 1839. Il reçoit sa première formation de peinture à Arzamas, puis continue ses études à l'Académie russe des beaux-arts de Saint-Pétersbourg avec les professeurs F. Akimov et M. M. Ivanov.
L'essentiel de son œuvre est réalisé à Saint-Pétersbourg durant la première moitié du XIXe siècle.
Il fut un brillant pédagogue et eut parmi ses élèves Ivan Aïvazovski, Mikhaïl Lebedev, Alekseï Bogolioubov, Mikhaïl Lebedev et d'autres encore.

## Quelques œuvres

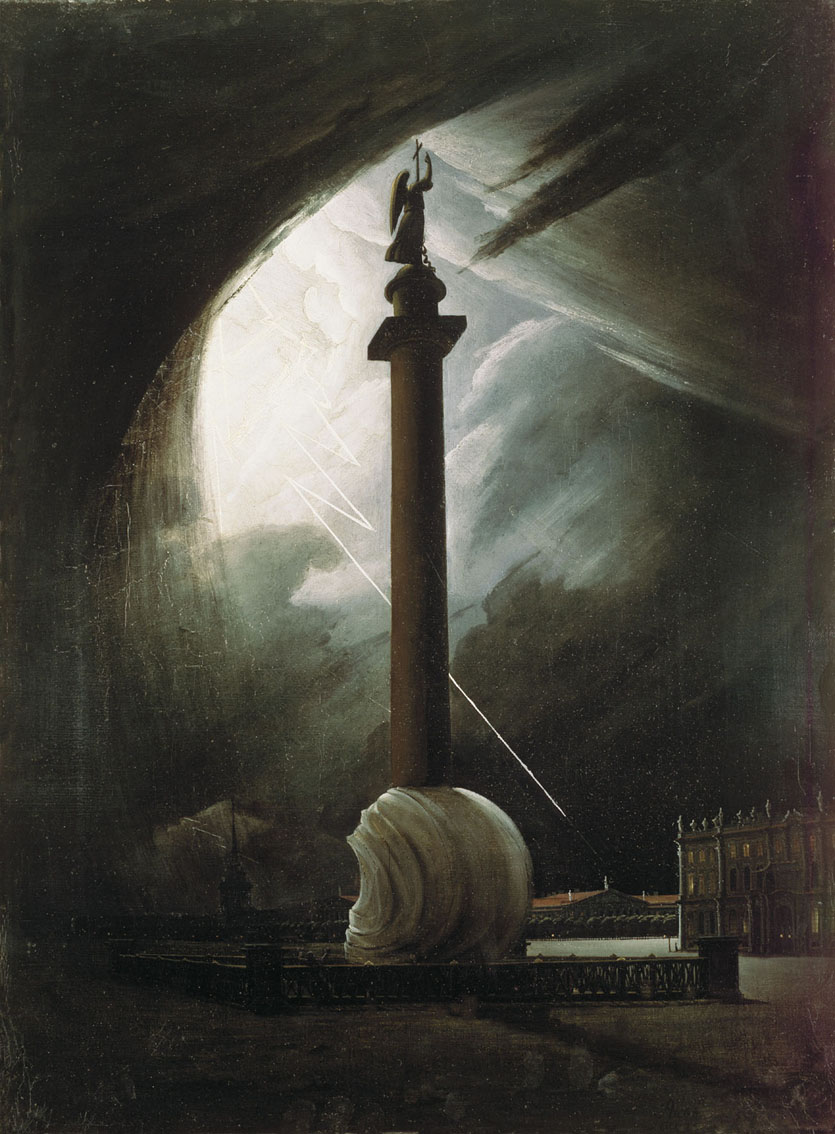
Colonne d'Alexandre par temps d'orage, 1834.
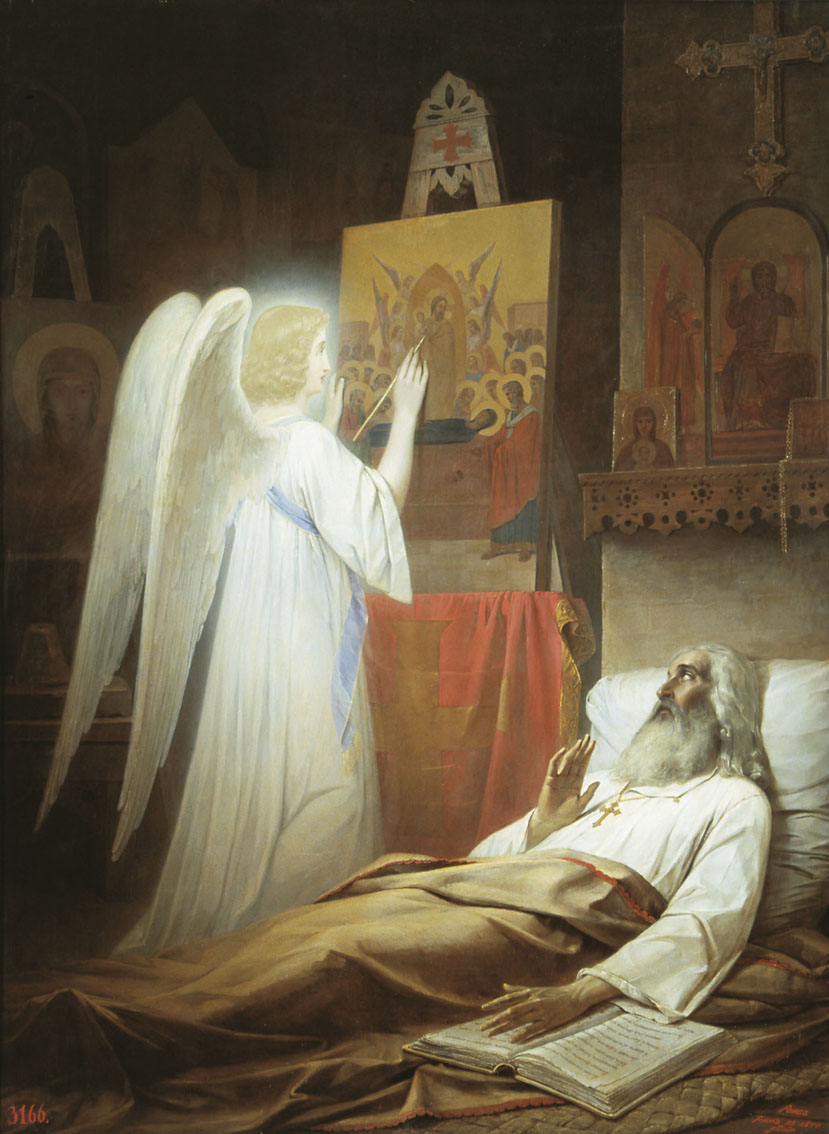
Révérend Alipi Petcherski, peintre d'icône, 1848.